# Superman (filme de 2025)
Superman é um filme de super-herói americano do personagem Superman, da DC Comics, baseado na série de quadrinhos All-Star Superman, lançado em 11 de julho de 2025. Escrito e dirigido por James Gunn e produzido por Peter Safran, o filme é estrelado por David Corenswet, Nicholas Hoult e Rachel Brosnahan, produzido pela Troll Court e Safran e distribuído pela DC/Warner. O filme é o primeiro do Universo DC (DCU), marcando a fase final do Universo Estendido DC (2013–2023) e a reinicialização do novo universo DCU por Gunn e Safran. Essa nova etapa começou em 2025 com Superman, que faz parte do Capítulo 1: Deuses e Monstros.
Superman estreou no TCL Chinese Theater em 7 de julho de 2025 e foi lançado pela Warner Bros. Pictures nos Estados Unidos em 11 de julho. O filme foi bem recebido pela crítica e pelo público. Os críticos acharam o filme divertido, animado e sincero, embora alguns tenham achado que foi exagerado em conteúdo, enquanto as atuações de Corenswet, Brosnahan e Hoult foram elogiadas.

## Premissa

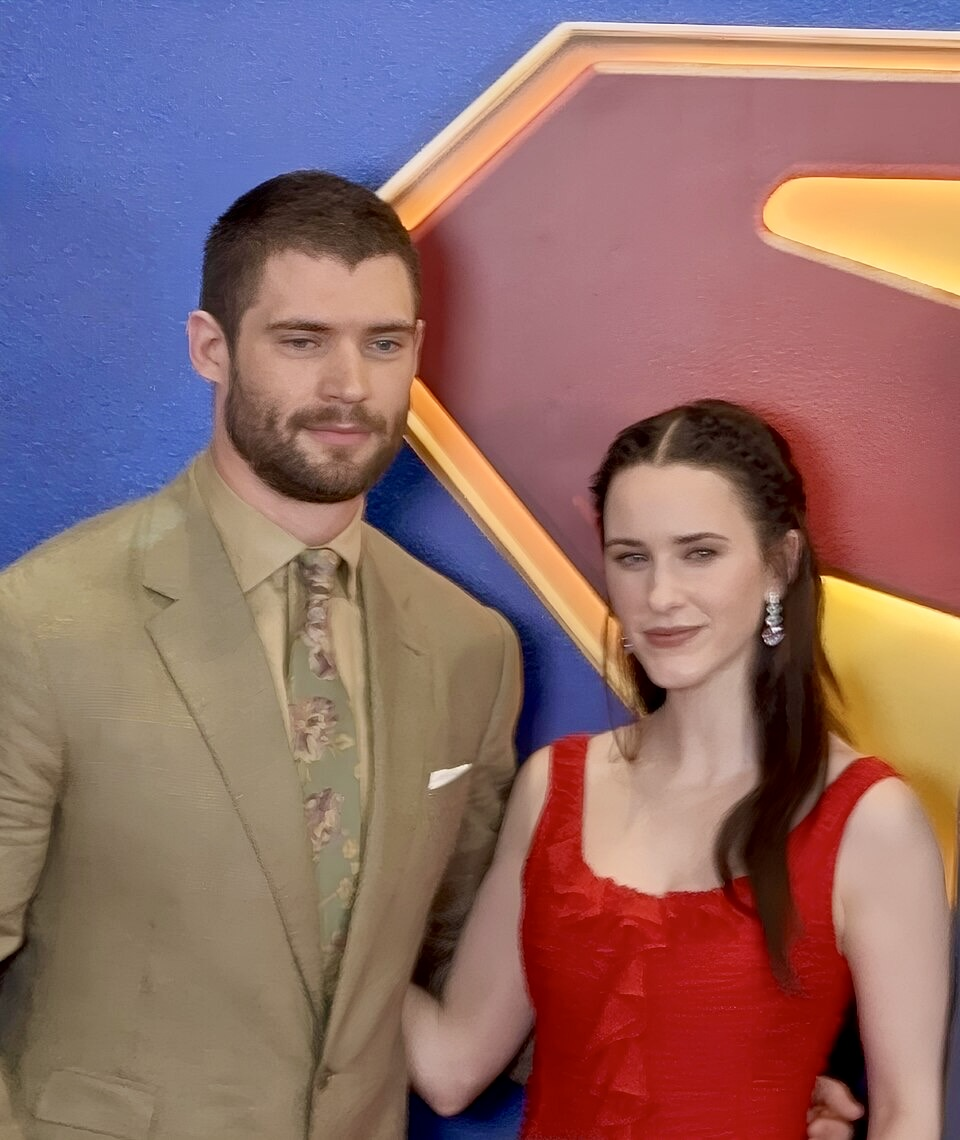
David Corenswet e Rachel Brosnahan em 2025.

O filme se concentra em uma versão jovem de Clark Kent/Superman como um repórter que interage com personagens-chave como Lois Lane.

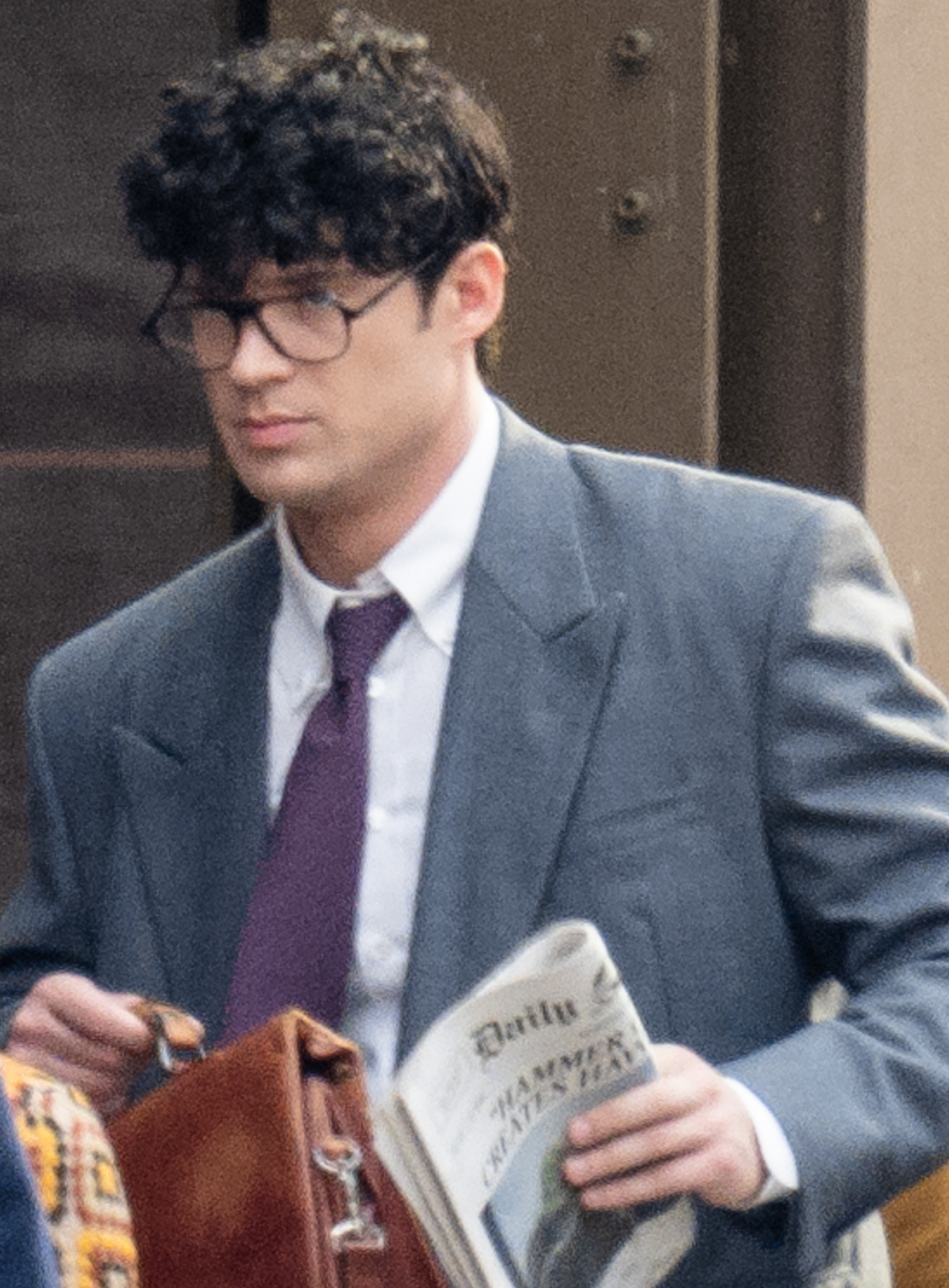
David Corenswet como Clark Kent

Trinta anos após ser enviado à Terra por seus pais, Jor-El e Lara, para escapar da destruição de Krypton, Kal-El — agora conhecido como Superman — vive como Clark Kent, repórter em Metrópolis. Três anos após iniciar sua carreira como herói, ele interrompe um conflito entre Borávia, aliada dos EUA, e seu país vizinho, Jarhanpur. Após isso, o bilionário Lex Luthor manipula eventos nos bastidores, usando um clone chamado Ultraman disfarçado como o "Martelo de Borávia" para incriminar o Superman. Ferido, Superman recua para a Fortaleza da Solidão, mas Luthor invade o local, rouba a mensagem de despedida de seus pais e a transmite para o mundo, revelando um trecho editado que orienta Kal-El a conquistar a Terra. A opinião pública se volta contra o Superman, que se entrega voluntariamente e acaba sob custódia de Luthor.
Preso em uma dimensão artificial junto de outros cativos, como o cão Krypto e o herói Metamorfo, Superman é enfraquecido por kriptonita criada sob ameaça. Com a ajuda de Eve Teschmacher — que revela o acordo secreto de Luthor com Borávia — e da Liga da Justiça, Superman escapa, se reúne com os aliados e se refugia na fazenda dos Kent para se recuperar. Enquanto isso, Luthor ativa um buraco negro sobre Metrópolis para atrair Superman. Com o caos se espalhando, a Liga da Justiça e Metamorfo impedem uma segunda invasão, enquanto Superman e Sr. Incrível enfrentam Ultraman e a Engenheira. Após uma batalha intensa, Superman derrota Ultraman jogando-o no buraco negro. Juntos, eles desligam o reator, encerrando o desastre, e Lois e Jimmy expõem o plano de Luthor, limpando o nome do Superman.

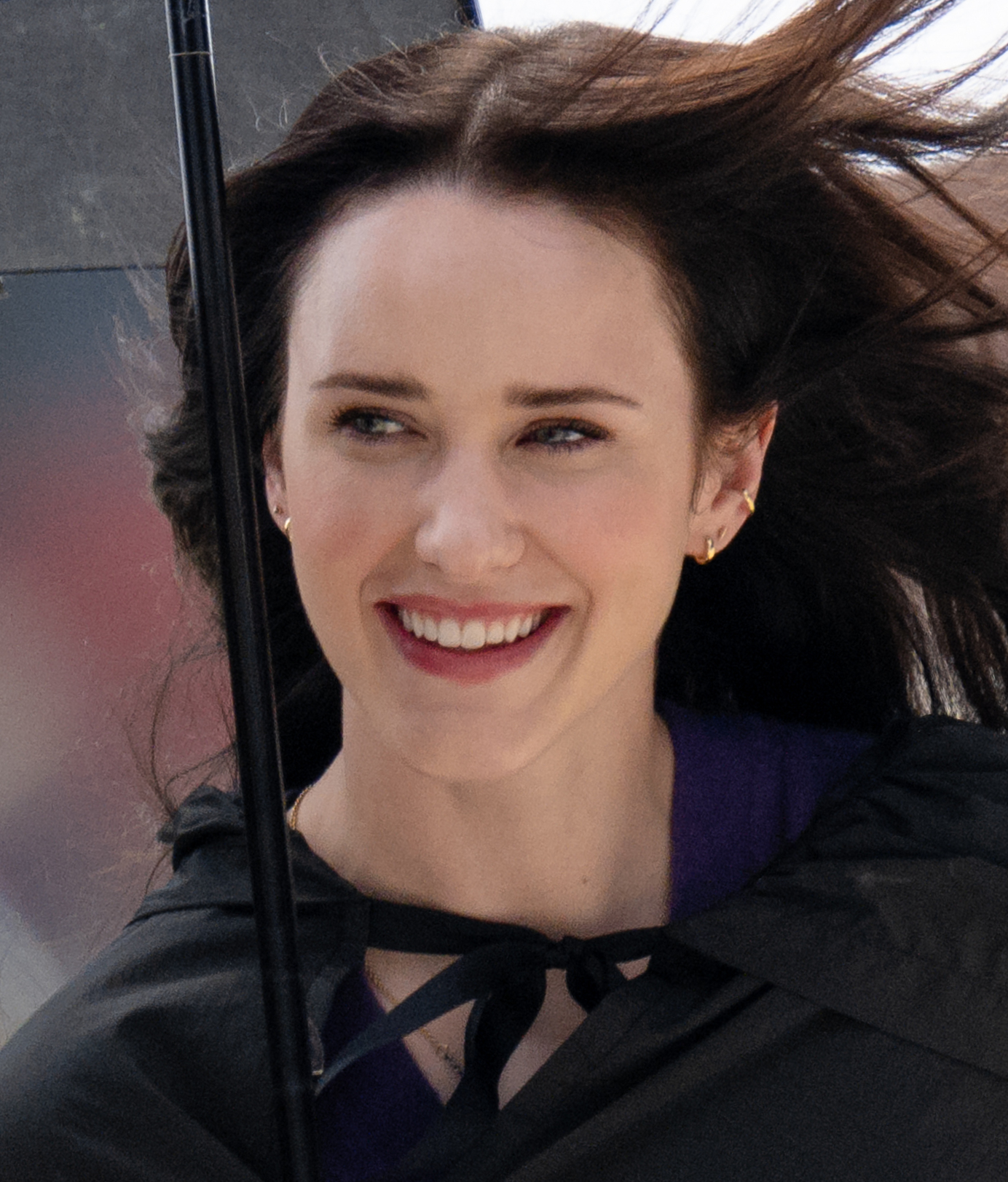
Rachel Brosnahan interpreta Lois Lane

Com Luthor e seus aliados presos, e todos libertos da dimensão artificial, a Liga da Justiça é celebrada, agora com Metamorfo como novo membro. Superman, se recuperando na Fortaleza da Solidão, assiste a lembranças da infância com seus pais adotivos, enquanto sua prima Kara Zor-El aparece bêbada para buscar Krypto. Apesar da traição e da crise, Superman encontra um momento de paz, cercado pelos aliados mais próximos e com sua reputação restaurada.

## Elenco

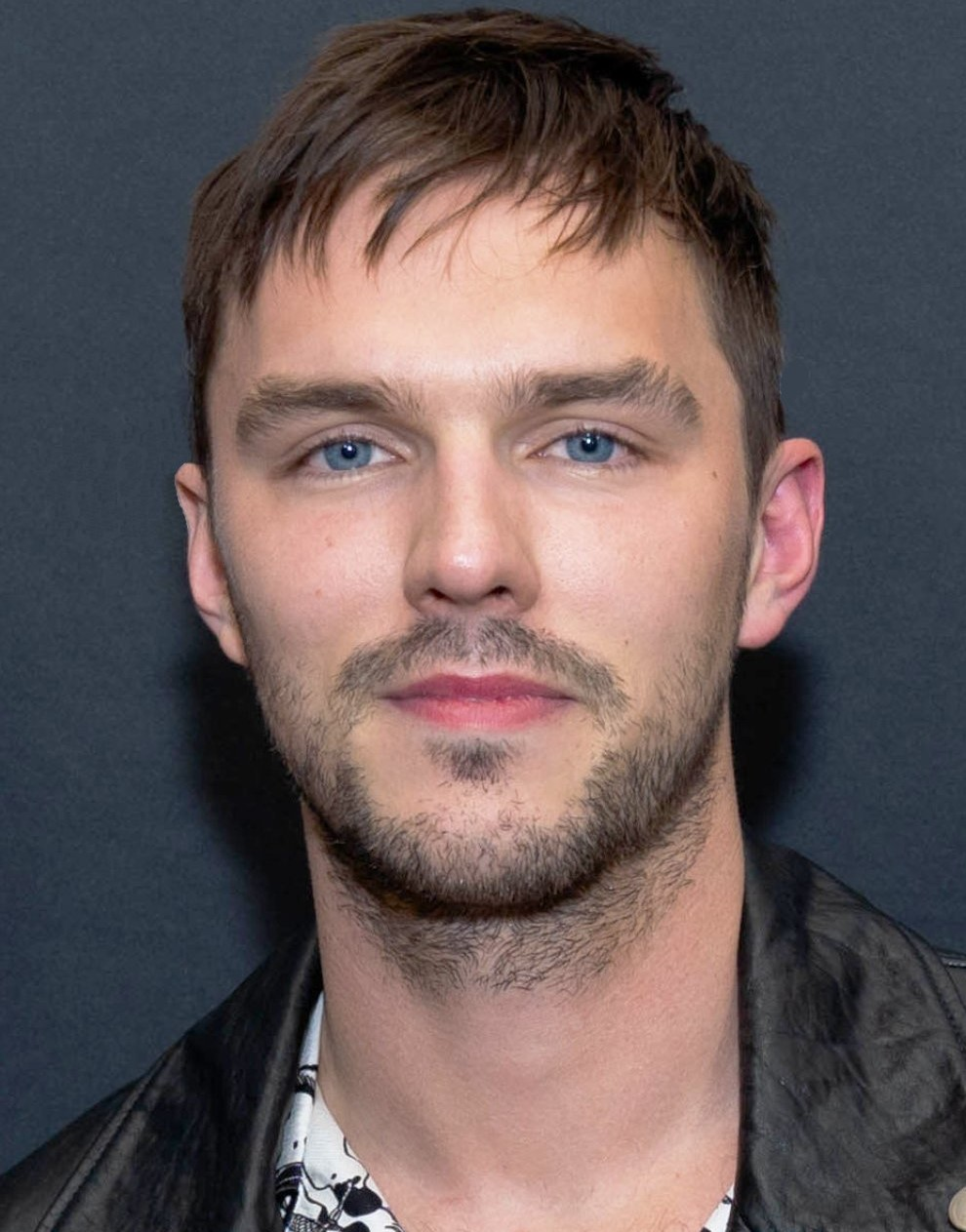
Nicholas Hoult interpreta o vilão Lex Luthor

| Ator                    | Personagem                      |
| ----------------------- | ------------------------------- |
| David Corenswet         | Clark Kent / Superman           |
| Nicholas Hoult          | Lex Luthor                      |
| Rachel Brosnahan        | Lois Lane                       |
| Skyler Gisondo          | Jimmy Olsen                     |
| Isabela Merced          | Kendra Saunders / Mulher Gavião |
| Nathan Fillion          | Guy Gardner / Lanterna Verde    |
| Edi Gathegi             | Michael Holt / Senhor Incrível  |
| Anthony Carrigan        | Rex Mason / Metamorfo           |
| María Gabriela de Faría | Angela Spica / Engenheira       |
| Frank Grillo            | Coronel Rick Flagg Sr.          |
| Sara Sampaio            | Eve Teschmacher                 |
| Wendell Pierce          | Perry White                     |
| Terence Rosemore        | Otis                            |
| Pruitt Taylor Vince     | Jonathan Kent                   |
| Neva Howell             | Martha Kent                     |
| Beck Bennett            | Steve Lombard                   |
| Mikaela Hoover          | Cat Grant                       |
| Christopher MacDonald   | Ron Troupe                      |
| Milly Alcock            | Kara Zor El / Supergirl         |

## Produção

### Pré-produção
Depois de se tornar co-CEO da DC Studios em 1º de novembro de 2022, Gunn começou a escrever um novo filme da DC em meados daquele mês. Em dezembro, ele disse que Superman era uma grande prioridade, se não a maior prioridade, para a DC. Studios antes de anunciar que estava escrevendo um novo filme do Superman com potencial para dirigir também. Quando Gunn e Safran revelaram os primeiros projetos de sua lista de DCU em janeiro de 2023 foi revelado que o filme seria intitulado Superman: Legacy, que faz parte do Capítulo 1: Deuses e Monstros e teve data de lançamento em 11 de julho de 2025.

### Desenvolvimento
Em 27 de junho de 2023, David Corenswet e a atriz Rachel Brosnahan foram anunciados como Superman e Lois Lane, respectivamente. Corenswet adaptou seu corpo para o papel com uma grande transformação física, liderada pelo especialista em fitness Paolo Masciti.
O diretor James Gunn disse que a versão cinematográfica do Superman teria cerca de 25 anos, o que o tornaria mais estabelecido do que a versão de Tom Welling da série Smallville (2001–2011), mas mais jovem do que a versão do Universo Estendido do DC (DCEU) de Henry Cavill. O produtor Peter Safran o descreveu como "a personificação da verdade, da justiça e do jeito americano; é bondade em um mundo que pensa que a bondade é antiquada". Em julho de 2023, foi anunciado que outros super-heróis seriam introduzidos no filme, como Mulher-Gavião, interpretada por Isabela Merced, Senhor Incrível, interpretado por Edi Gathegi e Guy Gardner / Lanterna Verde, interpretado por Nathan Fillion.
Em novembro de 2023, começaram os rumores de que o ator britânico Nicholas Hoult estava em negociações para interpretar Lex Luthor. Em 11 de dezembro, através de sua conta no Instagram, ele confirmou que Hoult interpretaria o jovem Luthor no novo universo cinematográfico da DC. Gunn afirmou que com Hoult, procurava um vilão dinâmico, ousado, com uma personalidade forte e inesperada e que, além disso, seu físico se adaptasse perfeitamente às necessidades do papel.
Gunn declarou que o filme foi inspirado especificamente na história em quadrinhos All-Star Superman (2005–2008) de Grant Morrison e Frank Quitely, com inspiração também extraída de outras histórias em quadrinhos e com grande influência da série de quadrinhos Superman for All Seasons (1998) de Jeph Loeb e Tim Sale.
Trilha sonora
A trilha sonora foi composta por John Murphy e David Fleming. James Gunn afirmou que parte das músicas e das trilhas foram formuladas antes mesmo do roteiro do filme ser conceituado.

### Filmagem
As filmagens começaram em março de 2024, no Trilith Studios em Atlanta, com Henry Braham atuando como diretor de fotografia depois de fazê-lo nos dois últimos filmes dos Guardiões da Galáxia, O Esquadrão Suicida e The Flash (2023). A produção do filme então se mudou para Ohio, antes de ser encerrada em 30 de julho.

### Pós-produção
Stephane Ceretti atuou como supervisor de efeitos visuais. William Hoy e Craig Alpert coeditaram o filme, após trabalharem, respectivamente, nos filmes da DC, The Batman e Besouro Azul (2023). Grande parte da equipe de efeitos visuais de Guardiões da Galáxia Vol. 3 retornou para trabalhar com Gunn em Superman, incluindo o supervisor de efeitos visuais Stéphane Ceretti. Os efeitos visuais foram fornecidos pela Framestore, Industrial Light & Magic (ILM) e Wētā FX.

### Lançamento
A pré-estreia de Superman aconteceu no TCL Chinese Theater em 7 de julho de 2025 e seu lançamento nos cinemas internacionais, distribuído pela Warner Bros. Pictures, começou em 9 de julho, e nos Estados Unidos e na China em 11 de julho, em IMAX, RealD 3D, Dolby Cinema, ScreenX e 4DX.

## Recepção

### Bilheteria
Em junho de 2025, o TheWrap reportou que Superman precisava arrecadar mais de US$ 500 milhões na bilheteria global para se pagar, mas teria que faturar pelo menos US$ 700 milhões para ser lucrativo e considerado um sucesso.
No seu primeiro dia de lançamento, o filme arrecadou US$ 56,5 milhões, tendo a segunda melhor estreia do ano, atrás de Um Filme Minecraft. No geral, Superman angariou US$ 217 milhões nas bilheterias globais no seu primeiro final de semana, ligeiramente acima do esperado.

### Críticas
No site agregador de críticas Rotten Tomatoes, 83% das 480 avaliações dos críticos são positivas. O consenso do site afirma: "Realizando o feito heroico de dar corpo a um novo mundo dinâmico, ao mesmo tempo em que coloca o grande e pulsante coração de seu campeão em destaque, este Superman voa alto como um Homem do Amanhã centrado no aqui e agora." O Metacritic, que usa uma média ponderada, atribuiu ao filme uma pontuação de 68 em 100, baseado em 58 críticos, indicando críticas "geralmente favoráveis". O público pesquisado pelo CinemaScore deu ao filme uma nota média de "A-", em uma escala de A+ a F, a mesma de Man of Steel. Os entrevistados pelo PostTrak deram ao filme uma nota positiva de 86% e cerca de 74% disseram que definitivamente o recomendariam.